# Asture
Asture è un personaggio dell'Eneide di Virgilio. In alcune traduzioni italiane è conservata pari pari la forma latina del nome (Astyr).

## Il mito
Asture è un bellissimo e giovane etrusco, appartenente all'aristocrazia di Caere, che guida con successo la rivolta contro il crudele re della città Mezenzio e suo figlio Lauso. Impadronitosi del potere, si propone di catturare Mezenzio, che nel frattempo si è rifugiato col figlio presso Turno, il sovrano dei Rutuli, già in guerra contro Enea. Asture dunque si allea con Enea e combatte al suo fianco cavalcando un destriero, seguito da trecento uomini provenienti da Caere e altre città finite sotto il suo dominio. A lui si uniscono nella lotta altri re etruschi: tutti quanti riconoscono quale capo supremo Tarconte.

## Omaggi
- In suo onore è stato così chiamato uno degli elicotteri militari Chinook CH-47 del Reggimento Antares di Viterbo, città di probabile origine  etrusca. [1]

### Fonti
- Virgilio, Eneide, libro X.